# Mosquée Dar El Agha
La mosquée Dar El Agha (arabe : مسجد دار الآغة) est une ancienne mosquée tunisienne, qui n'existe plus de nos jours et qui était située au nord de la médina de Tunis.

## Localisation
Elle se trouvait sur la rue El Agha.

## Étymologie
Elle tire son nom du agha, commandant des forces militaires à l'époque ottomane, qui avait une maison dans la même rue.

## Histoire
On dispose de peu d'informations concernant la date de sa construction mais on sait que le dernier agha habitant la maison est Abou El Abbes Ahmed El Kbir (arabe : أبو العباس أحمد الكبير), avant que les enfants du cheikh Ahmed Belkhodja ne possèdent l'édifice. 